# Gilles de Roberval
Gilles Personne de Roberval (Roberval, Oise, 10 de agosto de 1602 - París, 27 de octubre de 1675) fue un matemático francés. Su nombre era originalmente Gilles Personne o Personier Gilles, antes que del de Roberval, por el que se le conoce, dado el lugar de su nacimiento.
Fue célebre en su tiempo por su carácter completo y polémico. Es el inventor de la balanza en dos ástiles llamada «balanza Roberval».

## Historia

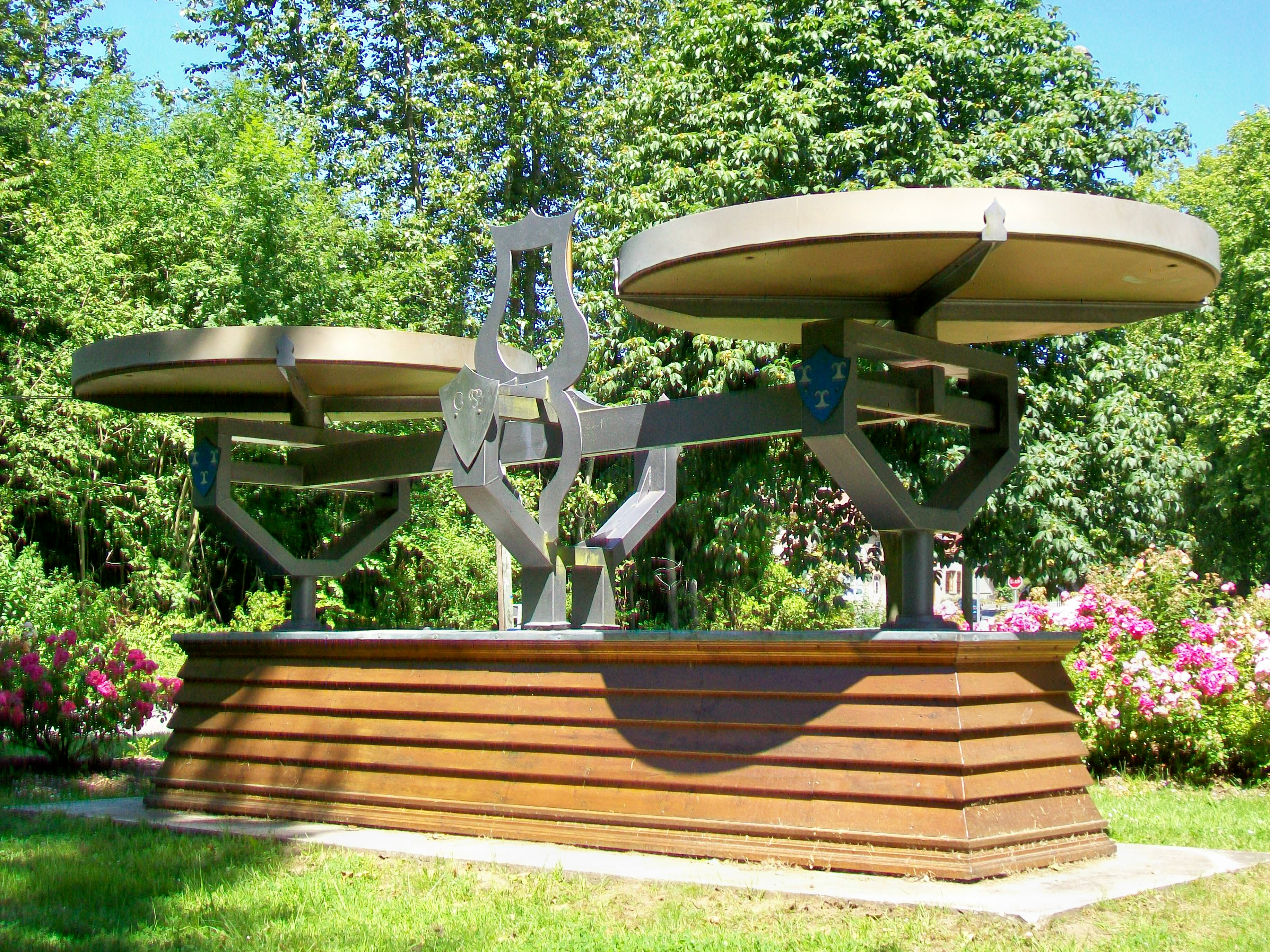
La balanza de Roberval gigante instalada en Roberval, la villa de origen de su inventor.

Al igual que René Descartes, estuvo presente en el sitio de La Rochelle en 1627. En el mismo año se trasladó a París, donde fue nombrado catedrático de filosofía en la Universidad de Gervais en 1631, y dos años más tarde a la cátedra de matemáticas en el Colegio Real de Francia. Una condición de la tenencia adjunta a esta silla es que el titular debe proponer problemas matemáticos para su solución, y debe renunciar en favor de toda persona que los resuelva mejor que él mismo, pero, a pesar de esto, Roberval fue capaz de mantener la silla hasta su muerte.

## Pensamiento
Roberval fue uno de los matemáticos que, justo antes de la invención del cálculo infinitesimal, ocuparon su atención en los problemas que son sólo solubles, o que pueden ser más fácil de resolver, por algún método que implica límites o infinitesimales, que hoy en día se pueden resolver por cálculo. Trabajó en la cuadratura de las superficies y la cubicación de los sólidos, que él logró, en algunos de los casos más simples, por un método original que él llamó el "método de los indivisibles", pero perdió gran parte del mérito del descubrimiento mientras mantuvo su método para su propio uso, mientras Bonaventura Cavalieri publicó un método similar que él inventó de forma independiente.
Otro de los descubrimientos de Roberval fue un método muy general de dibujar tangentes, considerando una curva descrita por un punto móvil cuyo movimiento es el resultado de varios movimientos simples. También descubrió un método de obtención de una curva de otra, por medio del cual las áreas finitos se puede conseguir igual a las zonas entre ciertas curvas y sus asíntotas. A estas curvas, que se aplicaron también para efectuar algunas cuadraturas, el matemático italiano Evangelista Torricelli dio el nombre de "líneas Robervalias".
Entre Roberval y René Descartes existía un sentimiento de mala voluntad, a causa de los celos que despertaron en la mente del primero las críticas hechas por Descartes a algunos de sus métodos empleados por él y por Pierre de Fermat, lo cual lo llevó a criticar y a oponerse a los métodos analíticos que Descartes introdujo en la geometría de este tiempo.
Como resultado de los trabajos de Roberval fuera de la matemática pura se puede observar un trabajo sobre el sistema del universo, en el que se apoya el sistema copernicano heliocéntrico y los atributos de una atracción mutua de todas las partículas de la materia y también la invención de un tipo especial de balanza de dos ástiles que lleva su nombre, balanza Roberval.